# Epitonium clathratulum
Epitonium clathratulum é uma espécie de molusco pertencente à família Epitoniidae.
A autoridade científica da espécie é Kanmacher, tendo sido descrita no ano de 1798.
Trata-se de uma espécie presente no território português, incluindo a zona económica exclusiva.